# Mallama
Mallama là một khu tự quản thuộc tỉnh Nariño, Colombia. Thủ phủ của khu tự quản Mallama đóng tại Piedrancha Khu tự quản Mallama có diện tích 626 ki lô mét vuông. Đến thời điểm ngày 28 tháng 5 năm 2005, khu tự quản Mallama có dân số 10604 người.